# Fritiof Svensson
Konrad Martin Fritiof Svensson (ur. 2 czerwca 1896 w Bälinge, zm. 5 marca 1961 w Sztokholmie) – szwedzki zapaśnik, brązowy medalista olimpijski z Antwerpii.
Brał udział w dwóch igrzyskach olimpijskich (IO 20, IO 24). W 1920 był trzeci w wadze piórkowej w stylu klasycznym. W 1922 został mistrzem świata. Wywalczył cztery tytuły mistrza kraju w latach 1920–1923.